# Cultura sonora
La cultura sonora è un ambito di studi interdisciplinari che prende in considerazione "la produzione e il consumo materiale della musica, dei suoni del rumore e del silenzio e di come ciò si è trasformato attraverso la storia e in differenti società. Trevor Pinch e Karin Bijsterveld - due dei più autorevoli studiosi in materia - affermano che è necessario usare una prospettiva più ampia rispetto alle discipline tradizionali.

## Peculiarità degli studi sulla cultura sonora
La cultura sonora si differenzia dai settori accademici più tradizionali come la sociologia della musica, l'etnomusicologia e la storia della musica poiché essa adotta una prospettiva più ampia riguardo alla musica e al mondo sociale. In particolare gli studi sulla cultura sonora si interessano del rapporto tra gli sviluppi del complesso mondo sociale contemporaneo e i modi attraverso cui le persone hanno usato e trasformato gli oggetti, i discorsi e le pratiche collegate all'atto dell'ascoltare.

## Cultura sonora e studi sulla tecnologia
Un ruolo importante nella definizione di questo ambito di studi pertiene al settore degli studi della scienza e della tecnologia, all'interno dei quali è stata proposta una chiara definizione del campo di studi nel numero speciale della rivista accademica "Social Studies of Science", nr. 34/5 (ottobre 2004).

## Primi contributi
I primi studi seminali relazionati con la cultura sonora possono essere considerati i libri del compositore canadese R. Murray Schafer - in particolare Il paesaggio sonoro (Milano, Ricordi, 1985) - e il lavoro del francese Jaques Attali Rumori (Milano, Mazzotta, 1979).

## Contributi recenti
Tra i contributi più recenti vanno invece segnalati:
- Analog Days di Trevor Pinch e Frank Trocco (Harvard University Press, 2002)
- Audible Past di Jonathan Sterne (Duke University Press, 2003).
- The Soundscape of Modernity della storica delle tecnologie Emily Thompson (Mit Press, 2002).